# Arturo Capdevila
Arturo Capdevila (Córdoba, 1889 — Buenos Aires, 1967) va ser un poeta, dramaturg, narrador, assagista, advocat, jutge, professor de filosofia i sociologia, i historiador argentí.

## Biografia
El 1913 es va doctorar en Dret i Ciències Socials a la Universitat Nacional de Córdoba, treballant-hi posteriorment com a catedràtic de Filosofia i Sociologia i sent alhora magistrat, fins al 1922. Es va traslladar llavors a la ciutat de Buenos Aires, on va prosseguir la seva tasca docent i va continuar la seva obra literària.
Va ser president de l'Institut Popular de Conferències del diari "La Prensa". Va obtenir el Premio Nacional de Literatura en els anys 1920, 1923 i 1931. La Societat Argentina d'Escriptors li va atorgar el Gran Premi d'Honor el 1949, en reconeixement del llibre de poemes El Libro del Bosque. Va ser professor de literatura a la Universitat Nacional de La Plata.
Com a membre de l'Academia Nacional de Letras de l'Argentina, va ocupar la butaca Núm. 8, "José Manuel Estrada". Va ser també membre de la Reial Acadèmia Espanyola de la llengua. Va ser membre de l'Academia Nacional de la Historia des de l'any 1922.
Va publicar una sèrie d'assaigs sobre filosofia de la salut i sobre la solució a problemes com el càncer, la lepra, les malalties mentals i d'altres. Va plantejar la mala dieta com a etiologia fonamental de la malaltia.

## Obra

### Poesia
- Jardines solos (1911)
- Melpómene (1912)
- El poema de Nenúfar (1915)
- El libro de la noche (1917)
- El libro del bosque (1948)
- La fiesta del mundo (1921)
- Los romances argentinos

### Drama
- La Sulamita (1916)
- El amor de Schehrazada (1918)
- Zincalí (1927)
- La casa de los fantasmas (1926)
- El divino Marqués (1930)
- Branca d'Oria (1932)
- Cuando el vals y los lanceros (1937)
- Consumación de Sigmund Freud (1946)
- El jardín de Eva

### Prosa
- Arbaces, maestro de amor (1945) (novel·la)
- Córdoba del recuerdo (1923)
- La ciudad de los sueños (1925) (contes)
- Babel y el castellano (1928) (Assaig sobre la llengua castellan, la seva evolució i les seves influències)
- Las invasiones inglesas (1938)
- Historia de Dorrego (1949)
- El hombre de Guayaquil (1950)
- Nueva imagen de Juan Manuel de Rosas (1945)
- Rubén Darío, "un bardo rei" (1946)
- Alfonsina: época, dolor y obra de la poetisa Alfonsina Storni (1948)
- Consultorio Gramatical de Urgencia
- Rivadavia y el españolismo liberal de la revolución Argentina
- Remeditos de escalada
- El pensamiento vivo de San Martin
- En la corte del virrey
- La infanta mendocina
- El Popol Vuh (traducció al castellà del maia quiché)
- Tierra Mía (llibre de viatge)

### Assajos
- Revisión microbiana: sexto mensaje prandiológico: 1. La verdadera historia de los microbios. 2. De la microbiología a la microtoxiología: comprobaciones prandiológicas reveladores. Buenos Aires: Omeba, 1963, OCLC 65401457
- El niño enfermo (séptimo mensaje prandiológico). Buenos Aires: Omeba, 1963, OCLC 14529179 Córdoba: Editorial Buena Vista (2009)
- Las enfermedades mentales como estrictamente somáticas (Noveno mensaje prandiológico). Buenos Aires: Omeba [1964], OCLC 47937872
- Prandiología patológica, en el hombre, en el animal, en el árbol; aportaciones prandiológicas reveladoras sobre tuberculosis, degeneración adiposa, miopatía arterial, enfermedad de Bang y fitodemias. Buenos Aires: Viracocha, 1960, OCLC 28389998 Córdoba: Editorial Buena Vista (2009)
- El cáncer: el cáncer tumoral; el cáncer leucémico; aportaciones prandiologicas reveladoras. Buenos Aires: Omeba, 1961, OCLC 14615267 Córdoba: Editorial Buena Vista (2009)
- La lepra; aportaciones prandiólogicas reveladoras. Buenos Aires: Omeba, 1961, OCLC 14593153
- "La ciencia de la nutrición" Córdoba: Editorial Buena Vista (2010)